# Primera Air
Primera Air — датская авиакомпания, принадлежащая группе Primera Travel (в состав которой также входят компании Solresor, Bravo Tours, Lomamatkat, Heimsferðir и Solia). Её первоочередной задачей является оказание услуг по организации авиаперелётов на рынке курортного отдыха, а также выполнение чартерных рейсов. На протяжении последних лет компания динамично развивается и демонстрирует стабильный рост. В настоящее время она предлагает перелёты из Скандинавии более чем в 70 курортных городов, расположенных на побережье Средиземного моря, Карибского моря и Атлантического океана, а также на Ближнем Востоке и в Азии. Компания готовится начать трансатлантические полёты между США, Канадой, Великобританией и Францией в 2018 году.
В 2009 году Primera Air основала дочернюю компанию Primera Air Scandinavia, которая действует на основе AOC, выданного в Дании.
Прекратила свою деятельность 1 октября 2018 года.

## История
Авиакомпания была основана в Исландии в 2003 году под названием JetX и осуществляла деятельность по организации перевозок на основе Сертификата эксплуатанта, выданного в этой стране. В 2008 году авиакомпанию приобрела группа Primera Travel Group, которая переименовала её в Primera Air. Новым главным исполнительным директором Primera Air Scandinavia, головной офис которой располагался в Копенгагене, Дания, стал Йон Карл Олафссон (Jón Karl Ólafsson). В 2009 году компания приобрела самолёты нового поколения Boeing 737-800. В июле 2014 года Primera Air перевезла 155 000 пассажиров, выполнив 1006 рейсов при среднем значении заполняемости посадочных мест 91 %.

В августе 2014 года Primera Air объявила об организации новой авиалинии Primera Air Nordic в Латвии для осуществления параллельной работы с авиакомпанией Primera Air Scandinavia. В то же время открылся новый Центр управления сетью в Риге, который принял на себя контроль всех аспектов текущей деятельности авиакомпании. Определяющими факторами при переезде Центра управления стали: низкий расход на оплату труда и низкие социальные выплаты для работодателей в стране. Ещё одним фактором, способствовавшим переезду, стало назначение управляющего директора Храфна Торгейрссона (Hrafn Thorgeirsson) новым главным исполнительным директором двух компаний Primera Air Scandinavia и Primera Air Nordic.

Масштабная реструктуризация и консолидация оказала положительное влияние на авиалинию. В 2015 году компания Primera Air осуществляла эксплуатацию 8 воздушных судов. Её оборот достиг 250 миллионов долларов США, а прибыль до вычета налогов, процентов, износа и амортизации (EBITDA) составила более 5,2 миллиона евро. За первые 8 месяцев 2016 года авиалиния заработала 4 миллиона евро. До конца того же года её оценочная прибыль должна была составить 7,6 миллиона евро. Сегодня Primera Air является преимущественно датско-латвийской компанией, которая принадлежит исландским владельцам.

## Бизнес-модель
Сначала компания Primera Air выполняла чартерные рейсы для крупных скандинавских туроператоров. Но в 2013 году постепенно приступила к самостоятельной продаже билетов на перелёты на дополнительных местах определённых чартерных рейсов. В результате сформировалась смешанная бизнес-модель, предполагающая совершение как чартерных, так и регулярных рейсов. Сегодня большая часть рейсов, выполняемых компанией Primera Air, является регулярными рейсами, хотя в рамках некоторых из них одновременно осуществляется чартерная и плановая перевозка пассажиров. По-прежнему организуются и отдельные чартерные рейсы.

Компания Primera Air объявила об увеличении количества рейсов по своим наиболее популярным направлениям на юге Испании.

## Пункты назначения

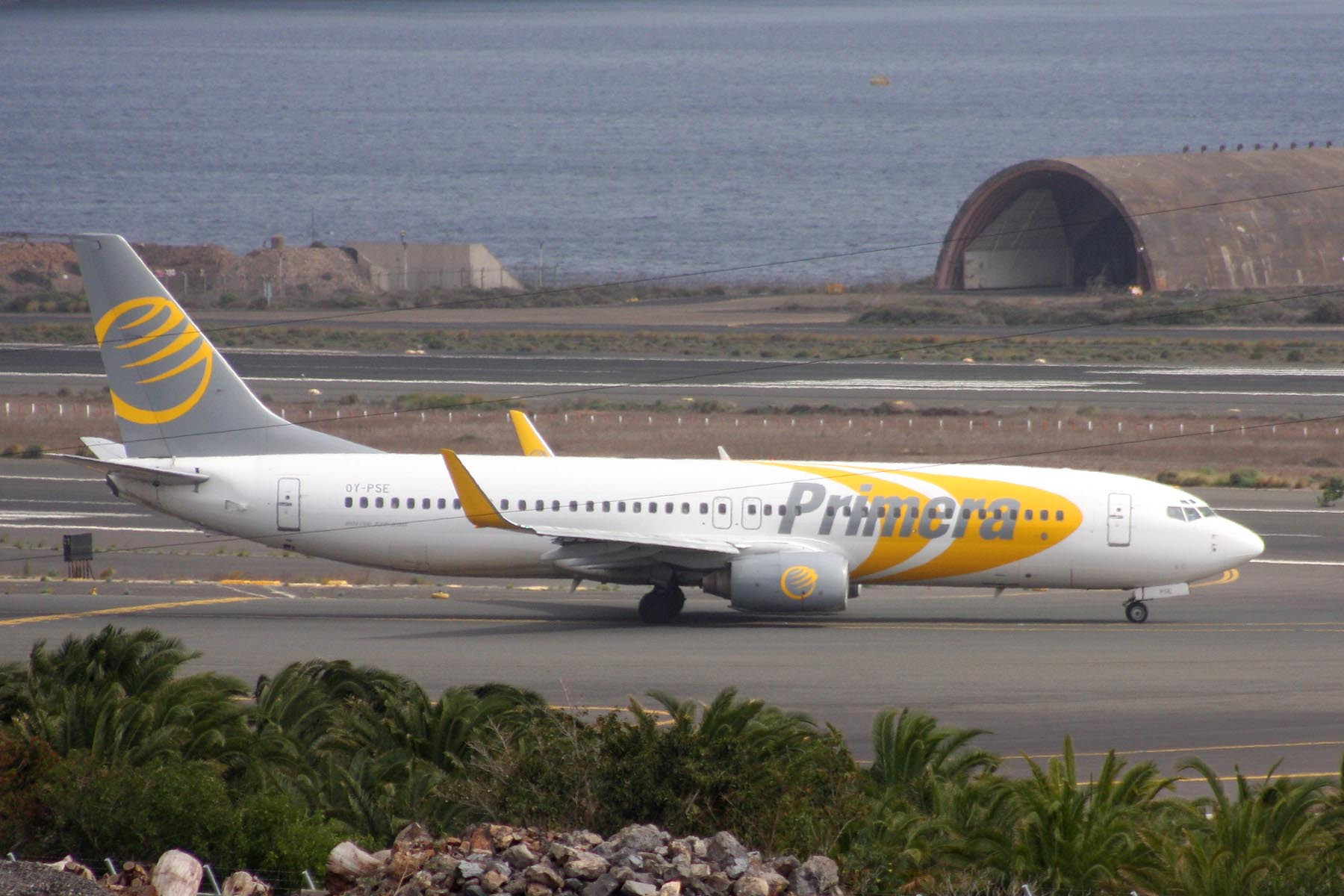
Принадлежащий компании Primera Air самолёт Boeing 737-800 осуществляет выруливание в аэропорту острова Гран-Канария

Компания Primera Air преимущественно выполняет перелёты по круговым маршрутам из транспортных узлов в Скандинавии в популярные курортные города на европейском побережье Средиземного моря, Канарских островах, Азорских островах, острове Мадейра, в Болгарии и Турции, а также организует чартерные рейсы практически в любые пункты назначения. Авиалиния учитывает летние и зимние сезонные курортные тенденции.

Количество пунктов назначения, в которые совершаются регулярные рейсы, существенно возросло по сравнению с 2013 годом, когда такие перевозки только начинались. В конце 2014 года компания Primera Air открыла 10 новых зимних и летних маршрутов из Исландии, в частности, рейсы на Тенерифе, Мальорку и Крит, а также в Лас-Пальмас, Аликанте, Зальцбург, Малагу, Барселону, Болонью и Бодрум.
С 26 октября 2014 года компания Primera Air осуществляет еженедельные перелёты из Гётеборга и Мальмё в Дубай (Аль-Мактум) и на Тенерифе, а из Хельсинки — на остров Фуэртевентура и в Лас-Пальмас. 16 ноября, после получения права на оказание услуг в Соединённых Штатах Америки, авиалиния открыла новый маршрут из Международного аэропорта Кеблавик в город Нью-Йорк (JFK). Позже в том же году она смогла предложить четыре новых еженедельных рейса: Ольборг-Лас-Пальмас, Копенгаген-Биллунн-Лансароте, Орхус-Тенерифе и Ольборг-Фуэртевентура.

В 2015 году Primera Air подписала соглашения на сумму в 30 миллионов евро с ведущими туристическими компаниями Франции на выполнение серии перелётов с использованием 2 самолётов из Аэропорта имени Шарля де Голя в популярные курортные города на протяжении всего летнего туристического сезона.

В феврале 2016 года к перечню маршрутов добавились перелёты, совершаемые в хорватские города Дубровник и Пула.
В начале мая 2016 года авиалиния приступила к выполнению регулярных рейсов из Биллунна в Ниццу и Венецию.
Вскоре после этого был открыт маршрут в Анталию. Позже в том же году компания Primera Air объявила об увеличении количества рейсов, совершаемых по уже существующим маршрутам, а также о начале перелётов в новые пункты назначения: в (Милан и Рим) из Стокгольма на летний сезон 2017 года.
В планы на летний туристический сезон 2017 года входит совершение рейсов в города Каламата и Понта-Делгада, а также на остров Мадейра.
В июле 2017 года Primera Air объявила, что в 2018 году начнёт прямые рейсы в Ньюарк и Бостон из Бирмингема, Лондона и Парижа, используя авиалайнеры Airbus A321neo, (по 2 на каждый аэропорт).

## Парк воздушных судов

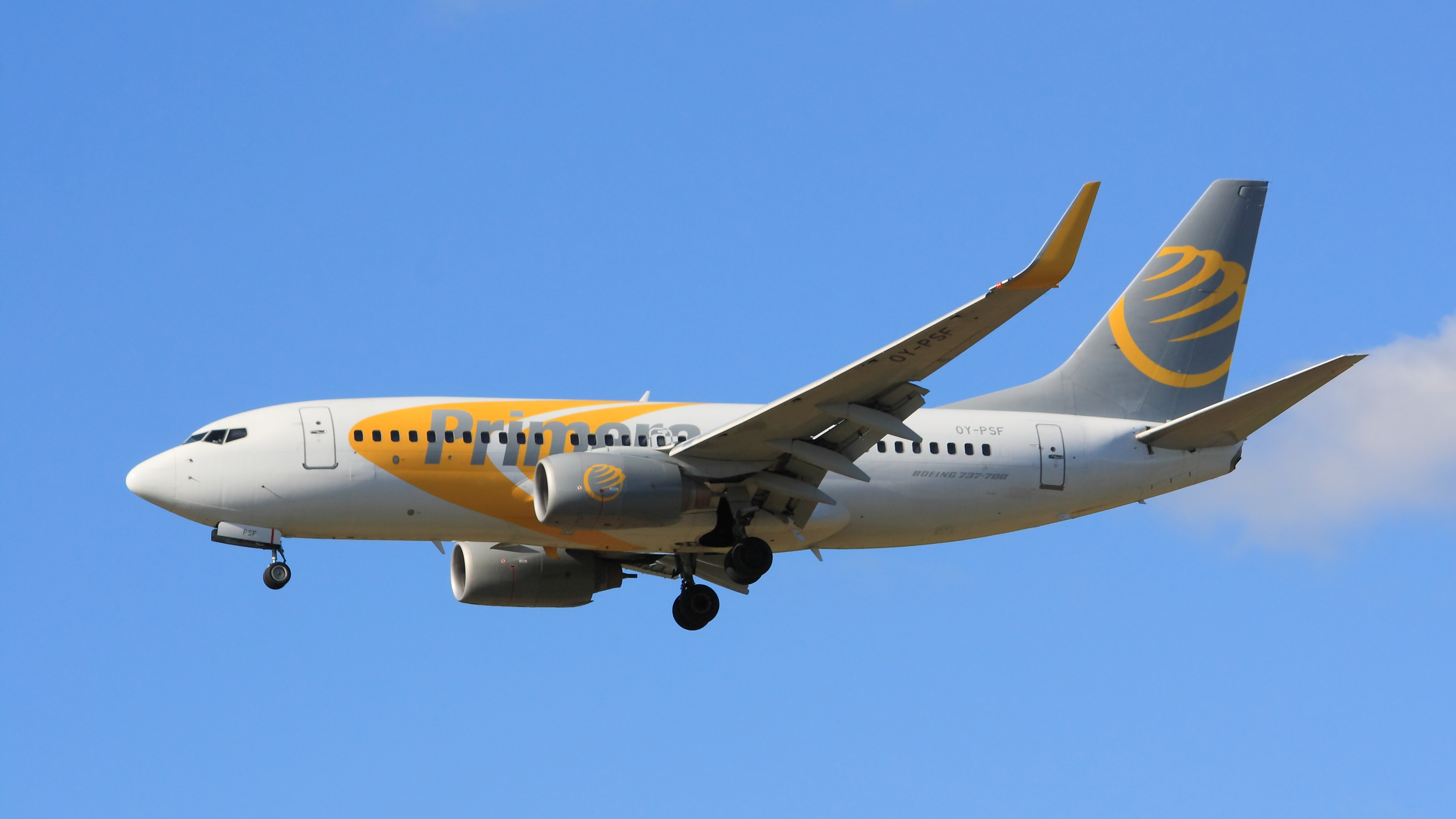
Primera Air Boeing 737-700

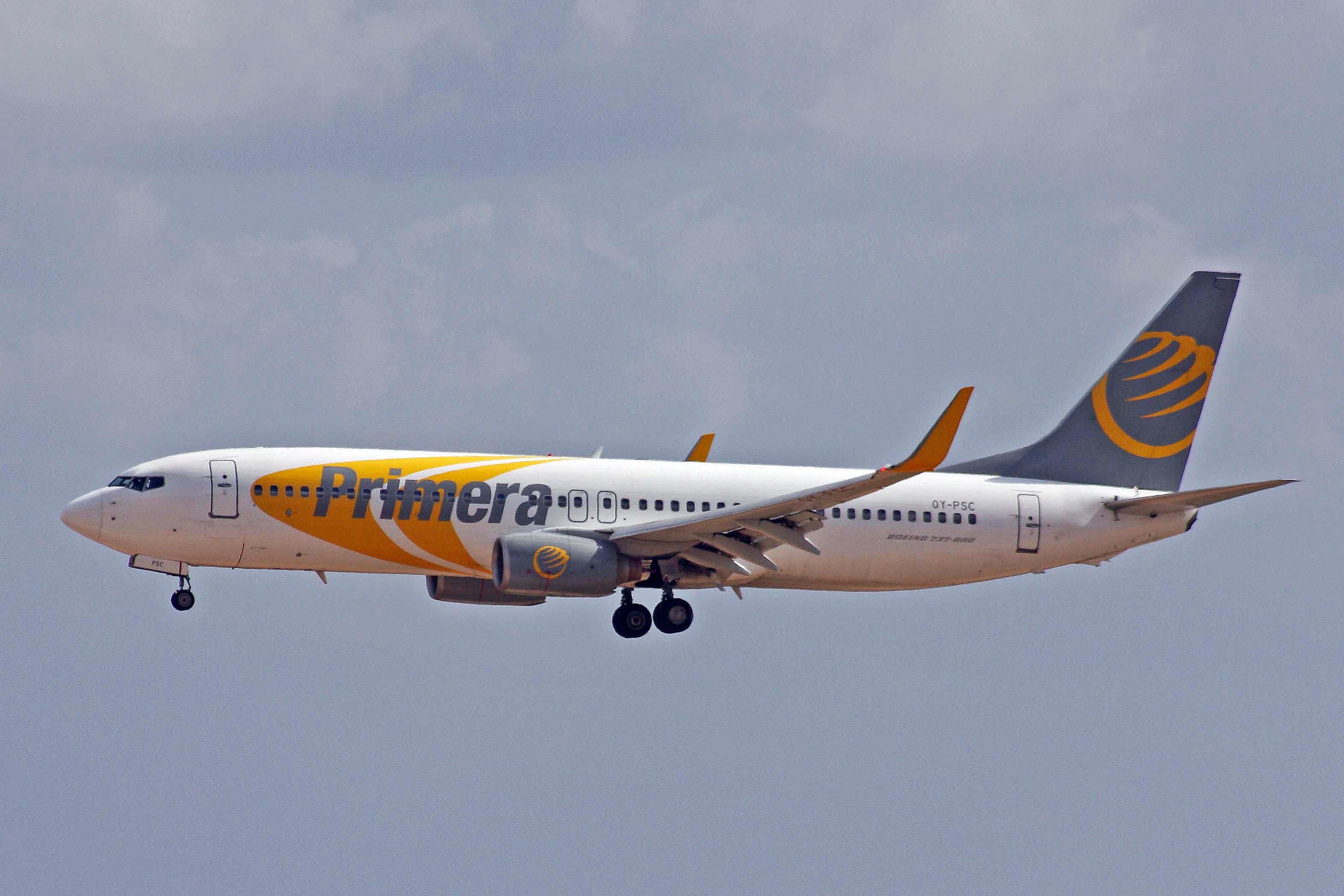
Primera Air Boeing 737-800

Парк арендованных воздушных судов компании Primera Air Scandinavia состоит из следующих самолётов (по состоянию на январь 2018 года):
(Все находятся в лизинге AerCap Holdings NV, GE Capital Aviation Services и BBAM)
| Воздушное судно    | В составе парка | Заказ | Количество пассажиров |
| ------------------ | --------------- | ----- | --------------------- |
| Boeing 737-700     | 2               | —     | 148                   |
| Boeing 737-800     | 5               |       | 189                   |
| Boeing 737 Max 9ER |                 | 10    | 178-220               |
| Итого              | 7               | 10    |                       |

| Тип     | Регистрация | Арендатор | Начало аренды |
| ------- | ----------- | --------- | ------------- |
| 737-8Q8 | YL-PSB      | Aercap    | 08.04.2015    |
| 737-86N | YL-PSC      | Gecas     | 16.02.2015    |
| 737-86N | YL-PSD      | Gecas     | 27.01.2015    |
| 737-7Q8 | YL-PSF      | Aercap    | 27.10.2015    |
| 737-7BX | YL-PSG      | BBAM      | 18.12.2015    |
| 737-86N | YL-PSH      | Gecas     | 08.10.2014    |
| 737-8K5 | YL-PSI      | Aercap    | 26.01.2017    |

## Инциденты
- 10 июля 2009 года самолёт Boeing 737-700 компании Primera Air, регистрационный номер TF-JXG, выполнявший рейс PF-362 из Закинфа (Греция) в Дублин (Ирландия) со 153 пассажирами и 6 членами экипажа на борту был сопровождён двумя итальянскими истребителями в Аэропорт Рим-Фьюмичино (Италия) после того, как команда воздушного судна запросила вынужденную посадку вследствие возникновения технической проблемы. В компании Primera Air сообщили, что экипаж воздушного судна получил сигнал о том, что предкрылки (оборудование в переднем обтекателе) находились в ненадлежащем положении. Получив этот сигнал, экипаж запросил аварийную посадку в аэропорту с достаточно длинной взлётно-посадочной полосой для совершения посадки с поднятыми предкрылками. Ближайшим таким аэропортом оказался аэропорт Фьюмичино. Вариант использования Неаполя был отклонён из-за особенностей прилегающей к аэропорту местности и длины взлётно-посадочной полосы. Воздушное судно благополучно совершило посадку на полосу 16L. Аварийное состояние было отменено через 19 минут после приземления[33].
- 28 февраля 2016 года самолёт Boeing 737-800 компании Primera Air, выполнявший рейс из Тенерифе в Стокгольм, совершил вынужденную посадку в городе Нанте, Франция, из-за возникшей в воздухе проблемы с двигателем. В соответствии с отчётом пилотов они услышали необычный звук, издаваемый одним из двигателей. Позже этот двигатель загорелся. Один из пассажиров также сообщил, что видел пламя, испускаемое двигателем. Воздушное судно со 169 пассажирами на борту благополучно совершило посадку в Аэропорту Нанта. Все пассажиры и члены экипажа на ночь были размещены в гостинице. Представитель авиакомпании Primera Air сообщил о том, что: «Причины технической неисправности расследуются нашими экспертами в сотрудничестве с изготовителем двигателя, компанией CFM. […] Мы высоко ценим профессионализм членов лётного экипажа, их мастерство в управлении воздушным судном и соответствие самым высоким стандартам»[34][35].